# バイデン政権
ジョー・バイデン政権 （英: Presidency of Joe Biden、Joe Biden administration）は、2020年のアメリカ大統領選挙を経て、2021年1月20日にジョー・バイデンが大統領に就任することで発足したアメリカの政権を指す。バイデン政権ではカマラ・ハリスが副大統領を務める。

## 2020年アメリカ合衆国大統領選挙
バイデンは2019年4月にビデオにて大統領選挙への出馬表明をした。過去にもバイデンは1988年に選挙運動を繰り広げたが落選している。

## トランプ政権からバイデン政権への政権移行と就任式

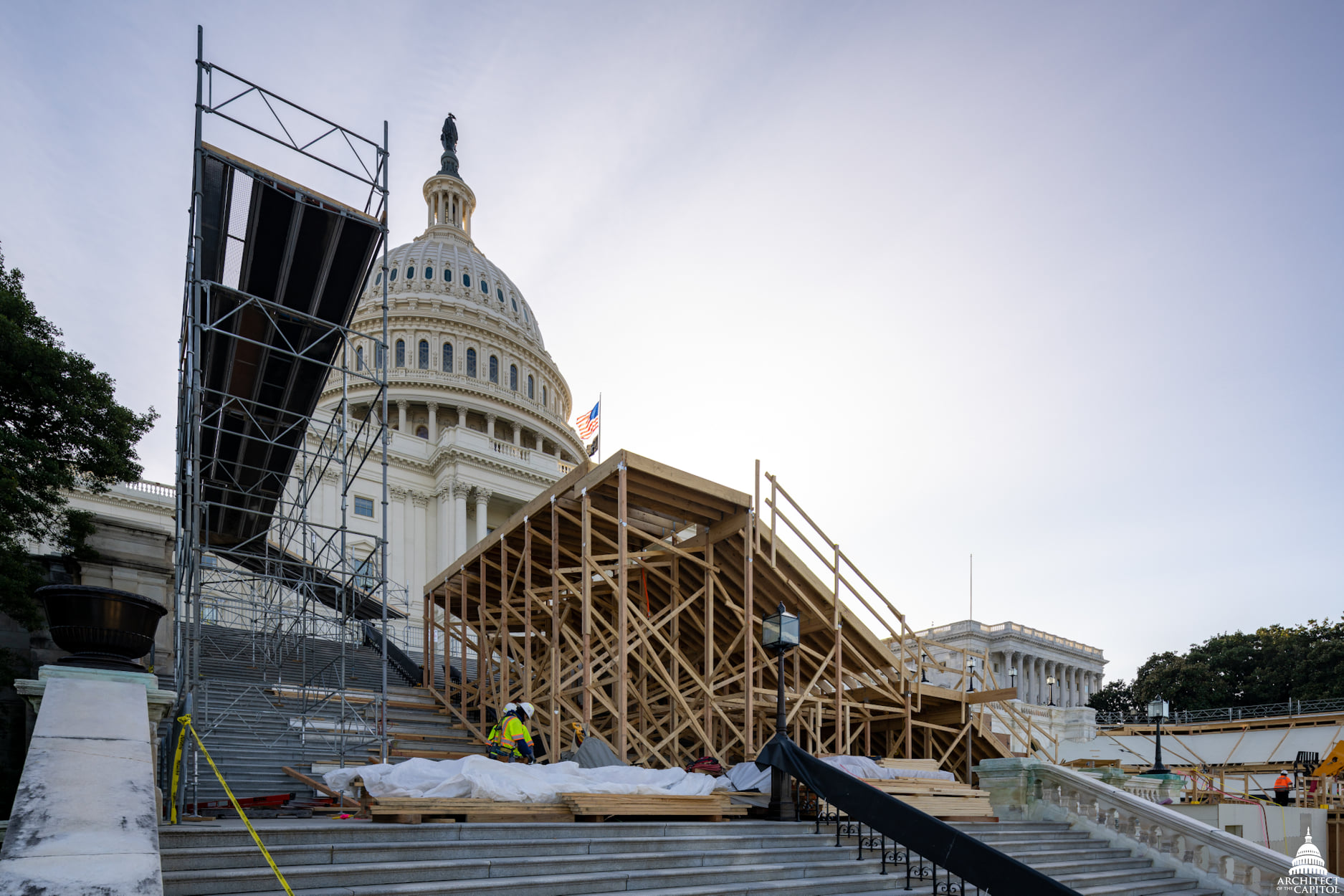
バイデンの就任演説に向けて設営中のアメリカ合衆国議会議事堂演壇

政権移行は、順調にいけば2021年1月20日0:00 (現地時間) までに完了する予定だが、一部の州での郵便投票不正疑惑をめぐるトランプの法廷闘争により複数の州で投票の再集計が行われることになれば、政権移行のための重要な手続きが数週間遅れる可能性がある。
就任式はアメリカ海軍バンドや人気アーティストの演奏で始まり、その後バイデンとハリスはそれぞれアメリカ合衆国最高裁判所長官の下、就任の宣誓を果たした。就任式の主題はアメリカ合衆国憲法前文にちなんで、"民主主義への我々の堅い決意：完全なる結束に向けて" (Our Determined Democracy: Forging a More Perfect Union) となっている。